# Đường cao tốc A5 (Pháp)
Đường cao tốc A5 là một đường cao tốc Pháp kết nối vùng đô thị Paris (Francilienne) đến vùng cao nguyên Langres, với chiều dài 238 km. Nó đã được xây dựng từ năm 1990 để giảm tải trọng của A6.
Đây là tuyến đường cao tốc có trả phí, nó được giao cho Công ty đường cao tốc Paris-Rhin-Rhône (APRR) quản lý.
Các tuyến đường châu Âu E54, E511 và E17 đi qua A5. Trước khi A5 gặp Troyes, phần giữa Troyes và Langres được gọi tên là A26.
Phần cao tốc Sens–Troyes là một phần của đường vòng lớn Paris.

## Lịch sử
- Năm 1983: đưa vào phục vụ giao lộ Beauchemin–Semoutiers dài 21 km (dưới tên gọi A26);
- Năm 1990: đưa vào phục vụ phần cao tốc Troyes–Semoutiers dài 77 km (dưới tên gọi A26);
- Ngày 22 tháng 10 năm 1993: đưa vào phục vụ phần cao tốc Melun–Sens dài 56,6 km; phần cao tốc A160–A5 (Sens)–RN6 dài 4,4 km (sau này là A19);
- Ngày 24 tháng 11 năm 1994: đưa vào phục vụ phần cao tốc Sens–Troyes dài 67,8 km; phần kết nối phía Bắc tại nút giao Francilienne/A5b dài 14,4 km (sau này là A105);
- Ngày 30 tháng 6 năm 1995: đưa vào phục vụ phần kết nối phía Tây tại nút giao Francilienne/A5a dài 10,9 km.[1]

Cách đánh số A5a và A5b vẫn còn được sử dụng đến ngày nay trên tất cả các biển báo giao thông.

## Dự án nối dài đường cao tốc đến Thụy Sĩ
Chính phủ đã "bật đèn xanh" cho việc thực hiện đoạn nối dài tự nhiên của A5 từ Langres theo hướng Thụy Sĩ và Mulhouse bằng cách thêm vào một đoạn cao tốc có thu phí, tạm gọi là A319, và kết thúc tại Vesoul (dự kiến mở cửa sau năm 2030). Đoạn còn lại phải được hỗ trợ bởi Nhà nước dưới dạng tuyến đường nhanh với 2×2 làn (RN 19) kết nối với A36 giữa Belfort và Montbéliard và từ đây đến đường cao tốc Thụy Sĩ A16. Sự kết hợp của đường cao tốc A5 hiện tại và phần nối dài này có thể trở thành một tuyến cao tốc A5 trong tương lai kết nối hoàn toàn Paris với Thụy Sĩ.

## Lộ trình

### Đường cao tốc A5
- Nút giao RN 104/A5
- Bắt đầu A5 (A5a) (2x3 làn)
- 10.a tại Km 1: Trung tâm thương mại vùng Carré Sénart
- 10.b tại Km 2: Sénart, Savigny-Plessis
- 10.c tại Km 2,5: Moissy-Cramayel, Lieusaint
- 11 tại Km 4: Savigny-le-Temple-trung tâm (lối ra từ/lối vào hướng N104, nút giao 1/2)
- 12 tại Km 5: Savigny-le-Temple, Cesson, Vert-Saint-Denis (lối ra từ/lối vào hướng N104, nút giao 1/2)
- 13 tại Km 9: Cesson, Vert-Saint-Denis, Savigny-le-Temple (lối ra từ/lối vào hướng Langres, nút giao 1/2) HOẶC  Khu vực dịch vụ tại Plessis Picard-Ourdy (chiều Langres–Paris) không thể vào lại cao tốc từ khu vực dịch vụ
- Lối ra số 14 nằm trên nhánh A105.
- Nút giao A105/A5 (kết thúc A5a)
- Trạm thu phí Eprunes (hệ thống khép kín)
- 15 tại Km 18: Saint-Germain-Laxis, Lâu đài Vaux-le-Vicomte, Melun
- 16 tại Km 26: Châtillon-la-Borde, Nangis, Provins, Le Châtelet-en-Brie, Melun
  -  Khu vực nghỉ ngơi tại Jonchets-La Grande-Paroisse (chiều Paris–Langres), tại Jonchets-Les Récompenses (chiều Langres–Paris)
- 17 tại Km 43: Forges, Montereau-Fault-Yonne-trung tâm, Champagne-sur-Seine
- 18 tại Km 51: Marolles-sur-Seine, Montereau-Fault-Yonne-khu công nghiệp, Bray-sur-Seine, Nogent-sur-Seine
- Thu hẹp thành 2x2 làn
  - Ranh giới tỉnh Seine-et-Marne (Île-de-France) / Yonne (Bourgogne)
  -  Khu vực nghỉ ngơi tại Rasets (chiều Paris–Langres), tại Gravon (chiều Langres–Paris)
  - Kết thúc chiều dài của tuyến đường sắt Paris-Lyon tại Km 62
- Nút giao A19/A5 tại Km 72: Orléans, Lyon (qua A6), Sens
  -  Khu vực nghỉ ngơi tại Montaphilant (chiều Langres–Paris), tại Montard (chiều Paris–Langres)
  -  Khu vực nghỉ ngơi tại Villeneuve-l'Archevêque (chiều Paris–Langres), tại Villeneuve-Vauluisant (chiều Langres–Paris)
- 19 tại Km 97: Villeneuve-l'Archevêque, Aix-en-Othe, Romilly-sur-Seine, Saint-Florentin
  - Ranh giới tỉnh Yonne (Bourgogne) / Aube (Champagne-Ardenne)
  -  Khu vực nghỉ ngơi tại Tomelles (chiều Paris–Langres), tại Fontvannes (chiều Langres–Paris)
- 20 tại Km 123: Troyes-trung tâm, Sainte-Savine
  -  Khu vực nghỉ ngơi tại Saint-Pouange (chiều Paris–Langres), tại Coloterie (chiều Langres–Paris)
- 21 tại Km 139: Troyes-nam, Tonnerre, Saint-Julien-les-Villas
- Nút giao A26/A5
  -  Khu vực dịch vụ tại Troyes-Fresnoy (chiều Paris–Langres), tại Troyes-le-Plessis (chiều Langres–Paris)
- 22 tại Km 164: Châtillon-sur-Seine, Bar-sur-Seine, Brienne-le-Château, Bar-sur-Aube, Vendeuvre-sur-Barse
  -  Khu vực nghỉ ngơi tại Mondeville (chiều Paris–Langres), tại Champignol (chiều Langres–Paris)
- 23 tại Km 193: Châteauvillain, Colombey-les-Deux-Églises, Châtillon-sur-Seine, Bar-sur-Aube
  - Ranh giới tỉnh Aube / Haute-Marne
  -  Khu vực dịch vụ tại Châteauvillain-Val Marnay (chiều Paris–Langres), tại Châteauvillain-Orges (chiều Langres–Paris)
- 24 tại Km 215: Chaumont, Arc-en-Barrois, Semoutiers-Montsaon, Châteauvillain, Saint-Dizier
  -  Khu vực nghỉ ngơi tại Bois Moyen (chiều Paris–Langres), tại Champ à la Croix (chiều Langres–Paris)
- Nút giao A31/A5 tại Km 234. Đi vào Langres bằng A31: Langres-bắc ở lối ra số 7 (hướng Metz–Nancy), Langres-nam ở lối ra số 6 (hướng Lyon–Dijon).

### Đường cao tốc A105 (hay A5b)

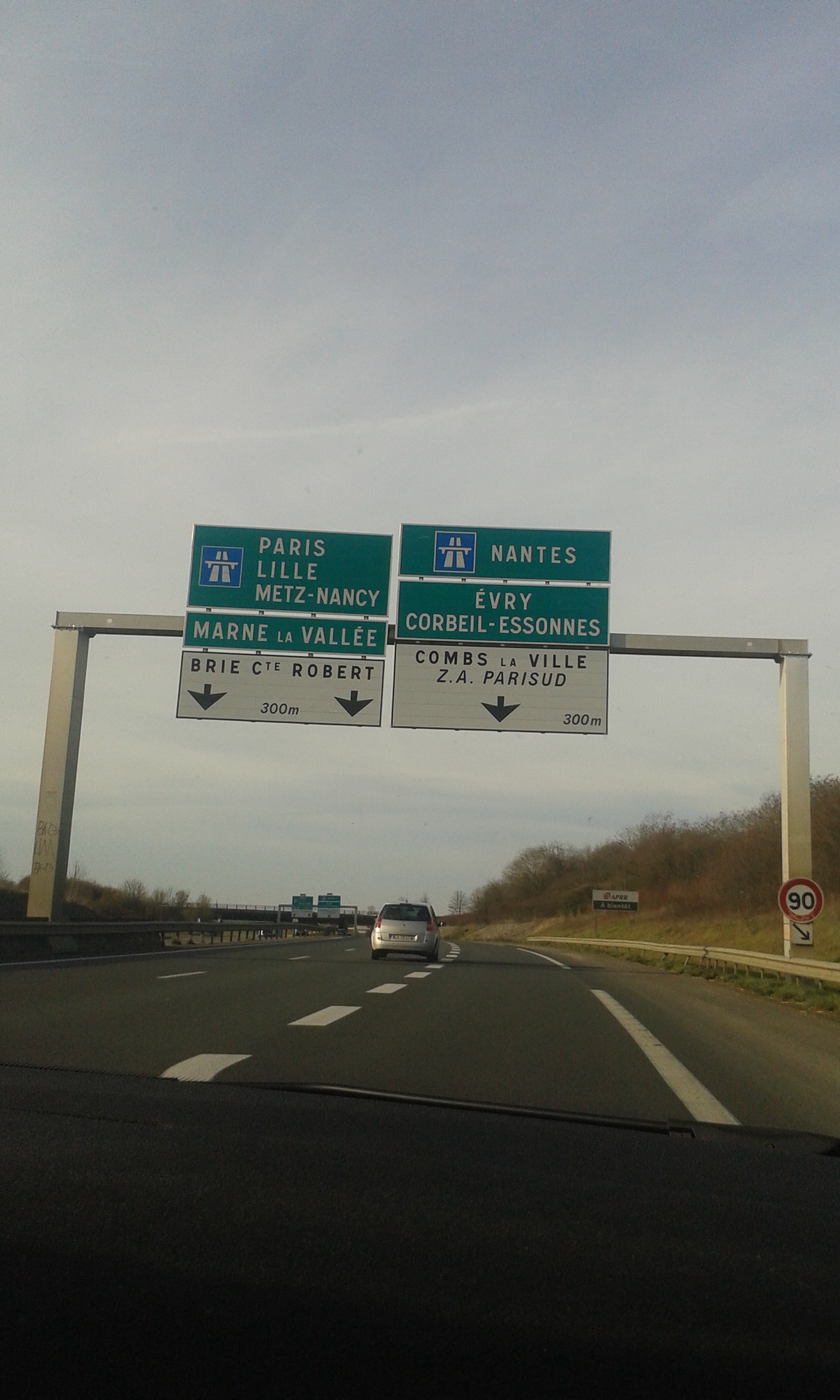
Biển báo ở cuối đường cao tốc A105.

A105 là một đường cao tốc kết nối N104 đến phía Bắc Melun, có chiều dài khoảng 12,500 km.
- Nút giao RN 104/A105
- Bắt đầu A105 (2x2 làn)
- 11 tại Km 1,5: Évry-Grégy-sur-Yerre chỉ bởi lối ra từ/lối vào hướng N104 (nút giao 1/2)
- 12 tại Km 3: Moissy-Cramayel, Guignes, Évry-Grégy-sur-Yerre
  -  Khu vực nghỉ ngơi tại Galande-La Sablière (chiều Brie-Comte-Robert–Melun), tại Galande-La Mare-Laroche (chiều Melun–Brie-Comte-Robert)
- 13 tại Km 5: Réau, Bảo tàng Hàng không và Không gian
- 2x3 làn
- Nút giao A5/A105
- 14 tại Km 10: Voisenon, Vert-Saint-Denis
- 2x2 làn
- A105 trở thành quốc lộ N105
- vòng xoay tại Km 12,5: Melun

## Các địa điểm nhạy cảm
Không tồn tại tình trạng kẹt xe nhưng giao thông đôi khi chậm chạp trước khi đến đoạn Francilienne.
Kẹt xe có thể xảy ra trong những ngày cuối tuần (của các đợt giảm giá hàng hóa) tại lối ra số 20 ở phía Tây Troyes, giữa đường cao tốc và trạm thu phí.

## Các tỉnh, vùng đi qua
- Île-de-France
  - Seine-et-Marne (77)
- Bourgogne-Franche-Comté
  - Yonne (89)
- Grand Est
  - Aube (10)
  - Haute-Marne (52)